# Galera (Esmeraldas)
Galera ist eine Ortschaft und eine Parroquia rural („ländliches Kirchspiel“) im Kanton Muisne der ecuadorianischen Provinz Esmeraldas. Die Parroquia besitzt eine Fläche von 67,99 km². Die Einwohnerzahl lag im Jahr 2010 bei 1733.

## Lage
Die Parroquia Galera besitzt einen etwa 17 km langen Abschnitt an der Pazifikküste von Nordwest-Ecuador. Sie reicht etwa 6 km ins Hinterland, wo das Gelände bis auf 240 m ansteigt. Der Ort Galera befindet sich 23 km nördlich vom Kantonshauptort Muisne. Die Straße Tonchigüe-Bunche führt unweit der Meeresküste durch das Verwaltungsgebiet und an Galera vorbei.
Die Parroquia Galera grenzt im Nordosten an die Parroquia Tonchigúe (Kanton Atacames), im Südosten an die Parroquia Cabo San Francisco sowie im Süden an die Parroquia Quingue.

## Geschichte
Die Parroquia Galera wurde am 13. September 1940 im Kanton Esmeraldas gegründet. Am 3. Oktober 1956 wurde die Parroquia in den neu geschaffenen Kanton Muisne überführt.